# 자와해

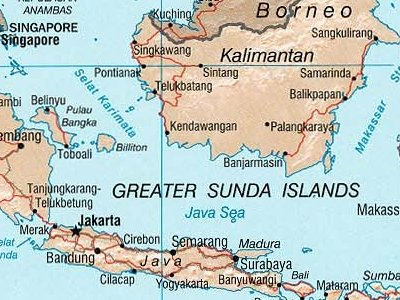
자와해

자와해(인도네시아어: Laut Jawa)는 인도네시아 자와섬 북부, 보르네오섬 남부(칼리만탄), 수마트라섬 남동부, 소순다 열도 서부 등으로 둘러싸인, 동서로 긴 바다이다. 깊이는 대체로 얕아 대부분 50m 이하이다. 카리마타 해협을 통해 남중국해와, 순다 해협을 통해 인도양으로 통하고 있으며, 동쪽은 플로레스해로 이어진다.